# Гарсия, Андреа
Андреа Фернанда Гарсия Ампудия (исп. Andrea Fernanda Garcia Ampudia) (8 декабря 1975, Мехико, Мексика) — мексиканская актриса, телеведущая и фотомодель.

## Биография
Родилась 8 декабря 1975 года в Мехико в семье выдающегося латиноамериканского актёра Андреса Гарсия и Сандры Вале. Также у неё есть брат, также актёр Леонардо Гарсия. По совету своего отца, после окончания средней школы она поступила в CEA при телекомпании Televisa. Является фотомоделью и снимается с переменным успехом для журналов H Extremo, H para Hombres, Maxim и Playboy. В мексиканском кинематографе дебютировала в 1996 году и с тех пор снялась в 19 работах в кино и телесериалах.

## Фильмография

### Теленовеллы
- Triunfo del amor (2010) …. Ofelia García
- En nombre del amor (2008—2009) …. Ivonne
- Al diablo con los guapos (2007) …. Zulema
- Yo amo a Juan Querendón (2007) ….
- Código postal (2006—2007) …. Ivette Fernández de de Alba
- Barrera de amor (2005)
- Apuesta por un amor (2004)
- Mujer de madera (2004—2005)…. Alicia
- Цыганская любовь (1999) …. Lucrecia
- Mujeres engañadas (1999)… Andrea
- Узурпаторша (1998)… Celia Alonzo
- Esmeralda (1997) …. Paula
- Tú y yo (1996) …. Lucrecia joven)

### Многосезонные ситкомы
- 1985—2007 — Женщина, случаи из реальной жизни
- 2008-н. в. — Роза Гваделупе — Роксана.

## Телевидение

### В качестве телеведущей
- TV de Noche (2007-12.05.2011)